# 달성 하씨
달성 하씨(達城夏氏)는 대구광역시 달성군을 본관으로 하는 한국의 성씨이다.

## 본관
본관은 달성(達成, 대구)이다.

## 시조
달성 하씨(達城 夏氏)의 시조는 중국 송나라에서 대도독(大都督)을 지낸 하흠(夏欽)이다. 그는 고려 인종(仁宗, 1122년~1146년) 때 고려에 귀화하여 달성(達成, 대구)에 정착하였고, 그의 아들 하용(夏溶)은 나라에 공을 세워 달성군(達城君)에 봉해졌다. 그 후 후손들은 본관을 달성으로 하여 세계를 이어왔다. 인구수는 2000년에는 4,052명이었고, 2015년도 기준 2,475명이다.

## 인물
- 하광신(夏光臣)은 하흠의 현손으로 고려 때에 이부시랑(吏部侍郞)을 역임하였다.
- 하혁하(夏赫河)는 고려조(高麗朝) 때 대장군(大將軍)에 이르렀다.
- 하인경(夏仁敬)은 조선조에 첨지중추부사(僉知中樞府事)을 역임하였다.
- 하시우(夏時雨)는 부호군(副護軍)을 역임하여 달성 하씨을 중흥시켰다.
- 하시찬(夏試鑽)는 정조(正祖) 때 학자로 열암집(悅庵集)을 저술하였다.

## 근현대 인물
- 하희라는 배우이자 최수종의 아내이다.

## 참고 자료
- “하 夏”. 斗山世界大百科事典. 2022년 9월 23일에 원본 문서에서 보존된 문서.